# The Offspring Collection
The Offspring Collection és una caixa recopilatòria de la banda californiana de punk rock The Offspring. La caixa està formada per quatre CDs senzills («Come Out and Play», «Self Esteem», «Gotta Get Away», «Pretty Fly (For a White Guy)») acompanyada de 2 botons, un adhesiu de la banda, un tatuatge i una samarreta. No és una publicació oficial de The Offspring.

## Llista de cançons

### "Come Out and Play"
| Núm. | Títol                                  | Durada |
| ---- | -------------------------------------- | ------ |
| 1.   | «Come Out and Play»                    | 3:17   |
| 2.   | «Session»                              | 2:33   |
| 3.   | «Come Out and Play» (Acoustic Reprise) | 1:31   |

### "Self Esteem"
| Núm. | Títol                   | Durada |
| ---- | ----------------------- | ------ |
| 1.   | «Self Esteem»           | 4:17   |
| 2.   | «Burn It Up»            | 2:43   |
| 3.   | «Jennifer Lost the War» | 2:35   |

### "Gotta Get Away"
| Núm. | Títol               | Durada |
| ---- | ------------------- | ------ |
| 1.   | «Gotta Get Away»    | 3:56   |
| 2.   | «We Are One»        | 4:00   |
| 3.   | «Forever and a Day» | 2:37   |

### "Pretty Fly (for a White Guy)"
| Núm. | Títol                                                          | Durada |
| ---- | -------------------------------------------------------------- | ------ |
| 1.   | «Pretty Fly (for a White Guy)»                                 | 3:08   |
| 2.   | «Pretty Fly (for a White Guy)» (The Geek Mix)                  | 3:07   |
| 3.   | «Pretty Fly (for a White Guy)» (The Baka Boys Low Rider Remix) | 3:03   |
| 4.   | «All I Want» (Directe)                                         | 2:02   |

## Personal
- Dexter Holland – cantant, guitarra rítmica
- Noodles – guitarra principal, veus addicionals
- Greg K. – baix, veus addicionals
- Ron Welty – bateria